# La Fille qui ne savait pas dire non
Pour les articles homonymes, voir Tenderly.
Pour plus de détails, voir Fiche technique et Distribution.
La Fille qui ne savait pas dire non (Tenderly) est une comédie sentimentale italienne réalisée par Franco Brusati et sortie en 1968.

## Synopsis
Deux anciens amis d'enfance, Jolanda et Franco, se retrouvent par hasard après quinze ans sans se voir dans une gare de Rome. Lui est un médecin à la carrière brillante, tandis qu'elle, la tête pleine de rêves et d'idéaux, ne travaille que lorsqu'elle a besoin d'argent. Sentimentalement libres, ils ont le coup de foudre l'un pour l'autre. Mais bientôt leurs caractères opposés deviennent un obstacle à leur union. Après plusieurs pérégrinations, qui les mènent à Florence, Bologne et Stockholm, Jolanda se blesse dans un accident. Transportée dans une clinique, elle retrouve Franco, qui y travaille. Cette circonstance les incite tous deux à se marier, mais au moment de la cérémonie, elle lui dit non. Après plusieurs années de séparation, ils se retrouvent à nouveau dans une gare : il est sur le point de se lancer dans une carrière politique, tandis qu'elle a eu plusieurs enfants, les siens et des enfants adoptés. Ces jours-là resteront un souvenir de plus en plus vague et les deux anciens amis d'enfance se séparent avec de nombreux regrets.

## Fiche technique
- Titre français : La Fille qui ne savait pas dire non[1]
- Titre original italien : Tenderly[2] ou Il suo muodo di fare[1]
- Titre anglais : The Girl Who Couldn't Say No ou Tenderly
- Réalisation : Franco Brusati
- Scenario : Franco Brusati, Ennio De Concini
- Photographie :	Ennio Guarnieri
- Montage : Mario Sansoni
- Musique : Riz Ortolani
- Décors et costumes : Pier Luigi Pizzi
- Maquillage : Nilo Jacoponi, Giuseppe Banchelli
- Production : Luciano Perugia, Dimitri De Grunwald
- Société de production : Ital Noleggio Cinematografico, Prima Cinematografica, Fulcro Film (Rome), Dimitri De Grunewald (Londres)
- Pays de production :  Italie -  Royaume-Uni
- Langue originale : Italien
- Format : Couleurs par Technicolor - 2,35:1 - Son mono - 35 mm
- Durée : 97 minutes
- Genre : Comédie sentimentale
- Dates de sortie :
  - Italie : 6 septembre 1968
  - France : 10 juin 1970[1]

## Distribution
- Virna Lisi : Jolanda
- George Segal : Franco Quarenghi
- Lila Kedrova : la mère de Jolanda
- Paola Pitagora : la veuve
- Luciano Mondolfo : Professeur Viotti
- Mario Brega : l'amputé
- Riccardo Billi : Alfredo Rossi
- Vera Nandi : Luisa Belli
- Akim Tamiroff : Oncle Egidio
- Ciccio Barbi : voyageur en train
- Luciano Bonanni : le fou
- Nora Ricci : Eleonora
- Adriano Amidei Migliano : Docteur Corelli
- Germano Longo : Giuseppe Belli
- Gianni Di Benedetto :
- Ugo Adinolfi :
- Mirella Pamphili :